# Kuusijärvi, Övertorneå kommun
Kuusijärvi (svenska: gransjön) är en by intill sjön Kuusijärvi i Övertorneå kommun. Sjön ligger 178 meter över havet. I närheten av Kuusijärvi ligger Hanhivittikko fäbod, Norrbottens läns första kulturreservat.
Sökningar på sidan Ratsit i augusti 2015 visar 2 personer över 16 års ålder folkbokförda i Kuusijärvi.
Då svenska mästerskapen i fältskytte avgjordes i Övertorneå 2011 låg en av de åtta skyttestationerna i Kuusijärvi.